# Hercule Mériadec de Rohan-Soubise

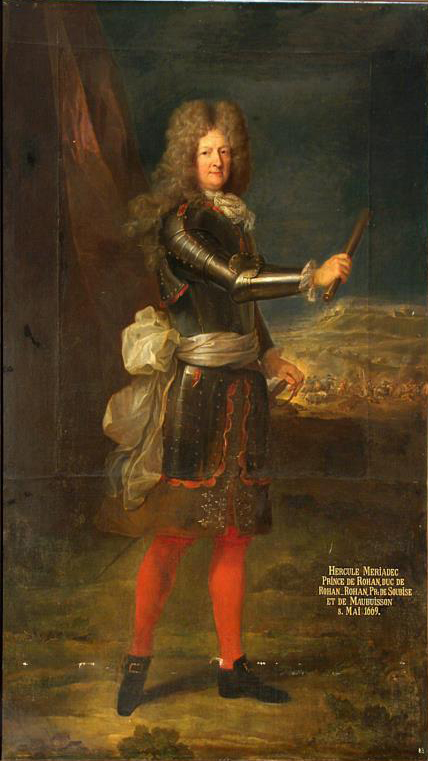
Hercule Mériadec Prince de Rohan, Duc de Rohan-Rohan, Prince de Soubise et de Maubuisson, 8. Mai 1669, Anonym, Schloss Sychrov, Tschechien

Hercule Mériadec de Rohan (* 8. Mai 1669 in Paris; † 26. Januar 1749 ebenda), Herzog von Rohan-Rohan, Fürst von Soubise, Pair von Frankreich, war ein französischer Aristokrat. Als Angehöriger des Hauses Rohan hatte er den Rang eines Prince étranger inne. In zeitgenössischen Texten wird er als Prince de Rohan bezeichnet.
Er war Prince de Maubuisson (8. Mai 1669 bis 18. Dezember 1714), Duc de Frontenay (1712), Duc de Rohan-Rohan und Pair de France (18. Dezember 1714 bis 26. Januar 1749), 2. Prince de Soubise, Marquis d’Annonay, de Saint-Géran, de Lhers, de Préaux et de Sainte-Marie-du-Pont, Comte de La Voulte, de Tournon, d’Albon et de Roussillon, Baron de Serrières, d’Herment, de Nonnant, de Donzenac, de Vigey et Longuasse.

## Leben
Hercule Mériadec de Rohan war das vierte von elf Kindern von François de Rohan-Soubise (1630–1712), dem Begründer der Linie Soubise des Hauses Rohan, und Anne de Rohan-Chabot (1648–1709), die nach Hercule Mériadecs Geburt die Mätresse Ludwigs XIV. wurde. Als zweiter Sohn war er für den geistlichen Stand vorgesehen, den er aber noch 1689 aufgab, nachdem sein älterer Bruder Louis am 5. November des Jahres im Kämpfen zu Tode gekommen war und er nunmehr der Erbe der Erbe seines Vaters war.

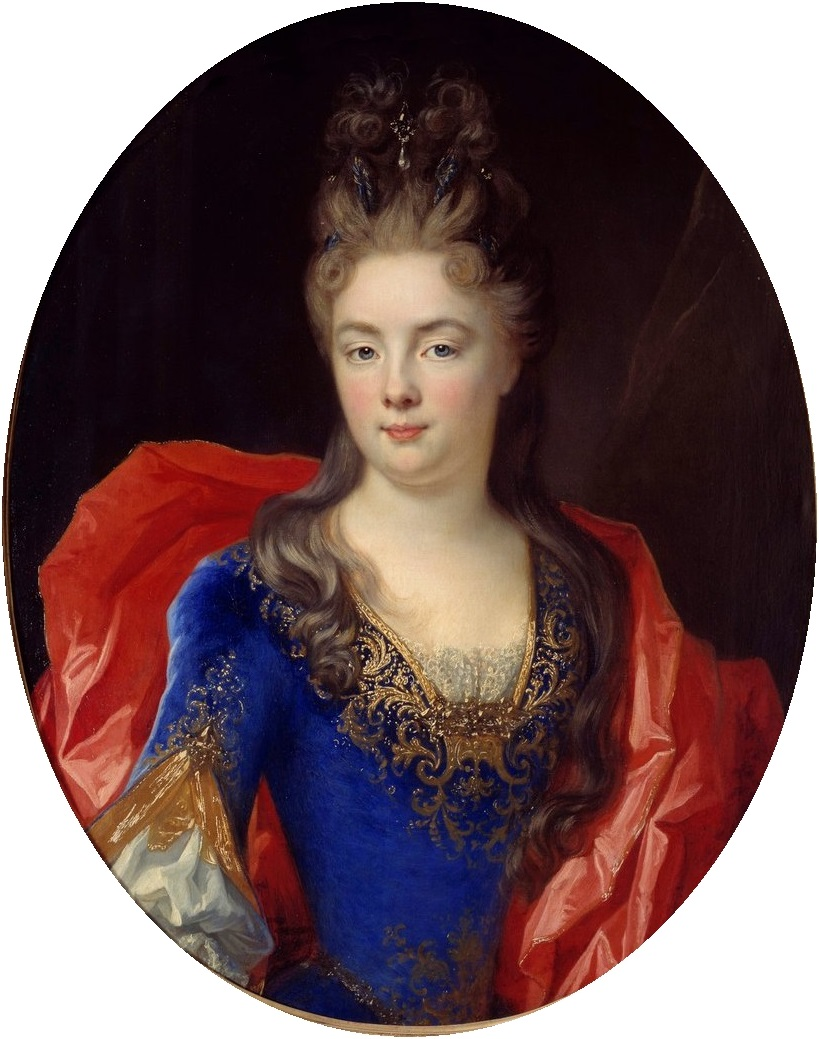
Anne Geneviève de Lévis, von Nicolas de Largillière.

Am 7. November 1693 wurde er Gouverneur en survivance (seines Vaters) von Champagne und Brie, das Amt gab er am 6. Juli 1734 an seinen Enkel Charles de Rohan weiter.
In seiner militärischen Laufbahn wurde er 1696 zum Brigadiers befördert, 1702 zum Maréchal de camp und 1704 zum Lieutenant-général befördert. Von 1703 bis 1734 war er zudem Capitaine-lieutenant der Gendarmes de la garde.
1712 erbte er das Hôtel de Soubise in Paris, in dem er die von seinen Eltern begonnenen Arbeiten durch den Architekten Germain Boffrand fortsetzen ließ. Anlässlich seiner zweiten Hochzeit 1732 ließ er die Innendekorationen anfertigen, die noch heute im Palais vorhanden sind.
Als Capitaine-lieutenant nutzte er sein Hôtel particulier auch, um die Gendarmen der königlichen Garde unterzubringen.
Am 20. Oktober 1714 wurde er zum Duc de Rohan-Rohan und Pair de France ernannt, die Ernennung wurde am 18. Dezember 1714 beim Parlement registriert. 1717 wurde er Herr zu Fleckenstein etc. im Elsass.
Hercule Mériadec de Rohan starb am 26. Januar 1749 im Hôtel de Soubise in der Rue de Paradis in der Pfarre Saint-Jean-en-Grève. Sein Erbe und Nachfolger wurde sein Enkel Charles de Rohan.

## Ehen und Nachkommen
Hercule Mériadec de Rohan-Soubise war zwei Mal verheiratet. Seine erste Ehe schloss er am 15. Februar 1694 mit Anne Geneviève de Lévis (* Februar 1673; † 20./21. März 1727), Erbtochter von Louis-Charles de Lévis, 5. Duc de Ventadour (Haus Lévis) und Charlotte de La Mothe-Houdancourt, genannt Madame de Ventadour, der Gouvernante des jungen Ludwig XV.; Anne-Geneviève, Dame de Roberval, war seit 1692 Witwe des im Kampf gefallenen Louis de La Tour d’Auvergne, genannt Prince de Turenne, Sohn von Godefroy Maurice de La Tour d’Auvergne, Duc de Bouillon etc., und Maria Anna Mancini.
Aus dieser Ehe hatte er fünf Kinder, von denen drei selbst Nachkommen hatten. Seinen einzigen Sohn, Jules und dessen Ehefrau, Anne-Julie de Melun, verlor er im Mai 1724 durch die Pocken. Sein Enkel Charles (* 1715) wurde nach dem Tod seiner Eltern im Haushalt Hercule Mériadecs erzogen und später ein enger Freund Ludwigs XV.

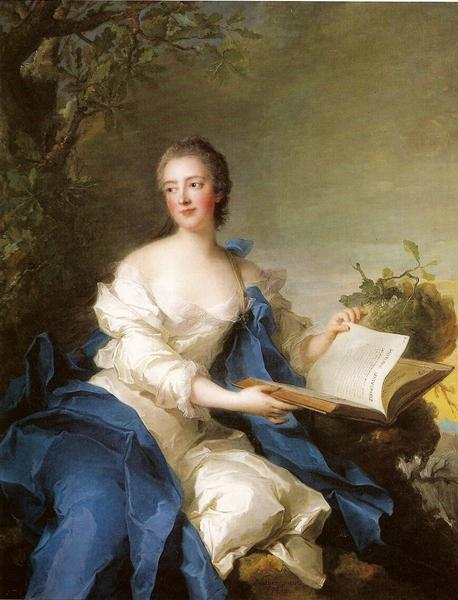
Marie-Sophie de Courcillon, von Jean-Marc Nattier.

- Louise Françoise de Rohan (* 4. Januar 1695; † 27. Juli 1755); ⚭ 5. Mai 1717 Guy Jules Paul de La Porte-Mazarin, 3. Duc de Rethel-Mazarin, Pair de France († 30. Januar 1738), Enkel von Armand-Charles de La Porte, Duc de La Meilleraye, und Hortense Mancini (Haus La Porte)
- Charlotte Armande (* 19. Januar 1696; † 2. März 1733), 1721 Äbtissin von Notre-Dame de Jouarre
- Jules François Louis (* 16. Januar 1697; † 6. Mai 1724), 3. Prince de Soubise; ⚭ 16. September 1714 Anne-Julie de Melun (* 1698; † 18. Mai 1724), Tochter von Louis I. de Melun, 7. Prince d’Épinoy, und Élisabeth-Thérèse de Lorraine (Haus Melun)
- Marie Isabelle Gabrielle (* 17. Januar 1699; † 15. Januar 1754); ⚭ 15. März 1713 Joseph d’Hostun de La Baume, 1. Duc d’Hostun, genannt Duc de Tallard, Sohn von Camille d’Hostun
- Louise Gabrielle Julie (* 11. August 1704; † nach 11. März 1741), Kanonikerin zu Jouarre; ⚭ 3. August 1718 Hercule Mériadec de Rohan, 1699/1726 6. Duc de Montbazon, Pair de France, 7. Prince de Guéméné († 21. Dezember 1757).

Anne-Geneviève starb 1727. Hercule Mériadec de Rohan heiratete am 2. September 1732 Marie-Sophie de Courcillon (* 6. August 1713; † 4. April 1756), Erbtochter von Philippe-Égon de Courcillon, Marquis de Dangeau, und Françoise de Pompadour, die als Witwe die Mätresse des Duc de Richelieu wurde; sie ist die Enkelin des Memorialisten Philippe de Courcillon und Witwe von Charles François d’Albert d’Ailly, Duc de Picquigny. Diese Ehe blieb ohne Nachkommen.